# Talramarang
Talramarang – gaun wikas samiti w środkowej części Nepalu  w strefie Bagmati w dystrykcie Sindhupalchowk. Według nepalskiego spisu powszechnego z 2001 roku liczył on 674 gospodarstw domowych i 3534 mieszkańców (1786 kobiet i 1748 mężczyzn).